# Miron Constantinescu
Miron Constantinescu (Chișinău, 13 dicembre 1917 – Bucarest, 18 luglio 1974) è stato un sociologo, storico e politico romeno.
Membro di spicco del Partito Comunista Rumeno (PCR, noto come PLR per un periodo della sua vita), sociologo marxista, storico, accademico, e giornalista. Inizialmente si avvicinò al leader comunista della Romania Gheorghe Gheorghiu-Dej, al quale divenne sempre più critica la politica stalinista nel corso del 1950, venne messo da parte insieme a Iosif Chișinevschi. Reintegrato sotto la guida di Nicolae Ceaușescu, divenne un membro titolare dell'Accademia rumena nel 1974.
È stato ministro della pubblica istruzione, Vicepresidente del Consiglio di Stato e Presidente della Grande Assemblea Nazionale.

## Biografia

### Primi anni di vita
Constantinescu nato a Chișinău, Bessarabia come si pensava, in un momento in cui la regione stava vivendo all'indomani della Rivoluzione d'Ottobre. (Nello stesso mese, la Repubblica Democratica Moldava fu proclamata annessa alla Bessarabia con il Regno di Romania). Secondo il compagno comunista Alexandru Bârlădeanu, Constantinescu nacque a Odessa. Ampiamente crebbe di essere figlio illegittimo del geologo Gheorghe Munteanu-Murgoci, Constantinescu si ritirò in un monastero ortodosso rumeno poco dopo aver ricevuto la sua laurea.
Secondo Alexandru Bârlădeanu, Constantinescu dovette decidere nello schierarsi con la Guardia di Ferro o unirsi al PCR. Nel 1935, entrò a far parte dell'Unione dei Giovani Comunisti (UTC) - (ala giovanile del PCR), fu coinvolto negli scontri nelle campagne. Nel corso del 1930, frequentò la Facoltà di Lettere e Filosofia di Bucarest, diventando uno degli allievi più notevoli del sociologo Dimitrie Gusti.
Con Bârlǎdeanu, Gheorghe Rădulescu, Constanța Crăciun, e altri, Constantinescu fondò nel 1935 il Fronte Democratico degli Studenti anti-fascista (FSD), Il gruppo era, in effetti un'ala del partito comunista - tutta la sua leadership continuò a svolgere il lavoro del partito in tutta l'esistenza del FDS, l'anno seguente, come l'UTC venne sciolto, Constantinescu fu tra i pochi dei suoi membri a continuare l'attività politica nelle schiere del PCR nel 1938.., durante il regime nazionale e il Rinascimento anteriore, istituito da Carlo II, il partito comunista gli ordinò di ristabilire l'UTC. Fu tra i pochi intellettuali in prima linea nelle attività del partito.

### Seconda guerra mondiale e Scînteia
Nella seconda guerra mondiale, le autorità furono allarmate dai suoi presunti contatti con gli agenti dell'Unione Sovietica e della Nkvd, nel momento in cui il regime di Ion Antonescu si alleò con la Germania nazista e partecipò a l'Operazione Barbarossa. Alla fine, fu arrestato e internato, inizialmente nel campo di Târgu Jiu. Anche se, come Preoteasa, era in origine vicino a Lucrețiu Patrascanu (che fu un intellettuale isolato tra i membri del PCR), Constantinescu fu associato nella fazione di Gheorghiu-Dej / Emil Bodnaras durante la detenzione, avallando un nuovo successo contro il leader rivale Ștefan Foris.
Rimasto insieme ad altri attivisti di spicco nel carcere di Caransebeș, dove si credette che fosse stato incluso nel progettato governo post-sovietico di Gheorghiu-Dej, entrò al centro dell'attenzione da parte delle autorità penali, che lo arrestarono mentre componeva degli scritti indirizzati all'esterno (dopo la scoperta, tentò di ingoiare tutti i messaggi che aveva scritto) di conseguenza, l'amministrazione penale separò i prigionieri comunisti in due gruppi: Constantinescu fu inviato nella prigione di Lugoj.
Constantinescu divenne redattore capo della Scînteia del PCR dopo l'inizio dell'occupazione sovietica, portando la giuria dei giornalisti verso le linee guida staliniste, incoraggiando un culto della personalità intorno a Gheorghiu-Dej, la cui biografia ha contribuito a falsificare. Fu lui elogiato dalla stampa del PCR, e tramite i suoi scritti diffuse l'idea di non avere lavorato da 14 a 16 ore al giorno come regola. Nel febbraio 1945, durante gli scontri di strada tra le forze filo-comuniste e le autorità (che portarono alla caduta del governo di Nicolae Rădescu), la Scînteia pubblicò un'affermazione riguardante il suo editore, il quale era bersaglio di un attentato.
Attraverso i suoi editoriali del 1947, Constantinescu segnalò delle ostilità verso il ministro degli Esteri Gheorghe Tătărescu, leader del Partito Nazionale Liberale-Tătărescu e socio dei comunisti nel governo di Petru Groza, che aveva criticato le politiche economiche e sociali dei suoi alleati.

### Politburo e Pianificazione del Comitato
Constantinescu ebbe un seggio nel Politburo, nel quale fu uno dei membri più giovani, nei primi mesi del 1945. Constantinescu, a cui mancava una formazione in economia, venne anche nominato capo del Comitato di Pianificazione Statale nel 1950, al quale venne affidato il compito di supervisione sovietica e dei politici rumeni, nel creare un quadro di un'economia pianificata in Romania.
Dopo lo scoppio dei conflitti interni del PCR tra l'"ala moscovita" di Ana Pauker e di Gheorghiu-Dej "fazione della prigione", mantenne un profilo basso, e non prese parti, prima di approvare la vittoria di Gheorghiu-Dej e di unirsi alla delegazione ufficiale.
Sopravvisse alla caduta di Pauker, e personalmente assistette al 20º Congresso del Partito Comunista Sovietico e si impiegò nel bando sovietico di destalinizzazione, iniziando i colloqui sul tema con l'italiano, leader del Partito Comunista Palmiro Togliatti. Nel 1956, il suo Comitato di pianificazione raggiunse un accordo con le autorità sovietiche per quanto riguardava lo scioglimento del SovRoms (imprese che avevano messo a dura prova l'economia romena, dopo aver indirizzato le sue risorse per l'Unione Sovietica). Constantinescu fu anche incaricato di svolgere il programma di Gheorghiu-Dej di parziale riabilitazione, offerto da personalità della cultura come lo scrittore Tudor Arghezi, il filosofo Lucian Blaga, e lo storico Constantin C. Giurescu.
In seguito alla rivoluzione ungherese del 1956, fu mandato a Cluj, al fine di esercitare un controllo più stretto su una regione con una significativa popolazione ungherese.

### Scontro con Gheorghiu-Dej nel 1956
Nel 1956, insieme al filo-sovietico Iosif Chișinevschi, Constantinescu osservò le relazioni sempre più ostili tra Nikita Krusciov e Gheorghiu-Dej, e, infine, decise di attaccare quest'ultimo in pubblico (lo stalinismo citando la storia della violenza politica della Securitate). I due vennero probabilmente incoraggiati da Krusciov, e tentarono invano di radunare Alexandru Moghioroș alla loro causa.
Accusato di "tentativo di dirigere il partito verso l'anarchia liberale e il revisionismo", venne comunque convocato per esprimere critiche agli scrittori Alexandru Jar, Mihail Davidoglu e Ion Vitner, i quali mostrarono un sostegno simile per la riforma. Constantinescu fu epurato dal Partito nel giugno 1957, emarginato, ma mantenne la sua libertà e ebbe il permesso di lavorare come lettore per l'Istituto Pedagogico, e successivamente come ricercatore per l'Istituto dell'Accademia rumena per l'Economia e per l'Istituto di Storia di Bucarest Nicolae Iorga (guidato al momento da Andrei Oțetea). Attivo degli studi di sociologia dopo il periodo stalinista, fu notevolmente impegnato con Henri H. Stahl sul progetto di ricerca della Biblioteca Storica Rumena.
Constantinescu contrastò le accuse precedenti, che Gheorghiu-Dej aveva eventualmente incluso insieme a Chișinevschi sulle varie liste di "stalinisti", così come li accusò di aver sostenuto l'"ala moscovita" nelle sue presunte azioni contro lo stesso PCR. Nel 1957, così come nel 1961, Nicolae Ceaușescu fu completamente appoggiando dalle teorie di Gheorghiu-Dej in materia, e, indicando inizialmente che, a differenza dei due avversari, tenendo in considerazione Joseph Stalin, affermò che Constantinescu aveva poca comprensione dei principi marxisti (anche se la sua era, con ogni probabilità, molto meno significativa).

### Riabilitazione e vita di seguito
Dopo la morte di Gheorghiu-Dej e l'ascesa di Ceaușescu, si ebbe un'ondata di riabilitazioni; il nome di Constantinescu venne cancellato su richiesta del PCR che presentò i suoi risultati nell'aprile 1968. Egli venne quindi reintegrato per la vetta, e ricoprì la carica di ministro della pubblica istruzione per un breve periodo, oltre ad essere eletto membro della Segreteria centrale del Comitato e membro supplente del Comitato Politico esecutivo. In seguito divenne presidente dell'Accademia delle Scienze Sociali e Politiche, Rettore Dell'Accademia Ștefan Gheorghiu e Presidente della Grande Assemblea Nazionale dal 28 marzo al 18 luglio 1974.
Fino alla sua morte, fu costretto a cedere parte del suo status di partito a Ceaușescu, che venne ufficialmente elogiato per aver riorganizzato l'Unione della Gioventù Comunista nel 1938, un compito che era stato in realtà effettuato da Constantinescu.

### Vita personale
Sua moglie Sulamita, nata Bloch, fu un'attivista del PCR. Morì, nel 1968, per mano di Lena, la figlia più giovane (le fonti non sono d'accordo sul metodo utilizzato per uccidere) - Sulamita Constantinescu fu colpita con un ferro da stiro o colpita con un coltello o un'ascia). Alla figlia di Constantinescu venne diagnosticata la schizofrenia, sicché fu internata in un sanatorio a Campina (un artista di talento le permise di continuare a dipingere, e ad esporre le sue opere per motivi ospedalieri).
Constantinescu ebbe altri due figli, entrambi di nome Horia, tutti e due morirono tragicamente in giovane età - il primogenito morì durante una appendicectomia; il secondo morto da nato durante un viaggio sui Monti Bucegi.
Constantinescu e Sulamita ebbero anche una figlia più grande, Ana.

## Nelle opere
Sotto il nome di Constant Mironescu, Constantinescu appare nel romanzo semi-autobiografico Luntrea lui Caron ("Barca di Caron"), scritto da Lucian Blaga, anni dopo essere stato reintegrato da Gheorghiu-Dej (il libro è stato pubblicato solo postumo).
Il soggiorno di Miron Constantinescu nel carcere di Caransebeș e la successiva indagine è diventata un tema della propaganda del PCR; il film del 1981 Convoiul ("Il Convoglio"), diretto da Mircea Mureșan e interpretato da Ion Besoiu, Emil Hossu, e Costel Constantin, fu una rappresentazione romanzata degli eventi.

## Opere
- Integrarea socială a tineretului: Cercetări sociologice contemporane, co-editor, București, 1969
- Desăvârșirea unificării statului național român. Unirea Transilvaniei cu vechea Românie, co-autor, București, 1968
- Amintiri din închisoare: (Însemnări contemporane și autobiografice), co-editor, București, 1972
- Istoria României, (co-editor), București, 1974